# 2008 CT1
2008 CT1 es un asteroide, todavía sin nombre definitivo, descubierto el 3 de febrero de 2008 dentro del programa LINEAR. Este asteroide es un  objeto próximo a la Tierra, incluido en la categoría de Asteroides Atón, y cruzó entre las órbitas de la Tierra y la Luna el día 5 de febrero de 2008, dos días después de ser descubierto.
Tiene un tamaño estimado de entre 8 y 15 metros.